# 1569

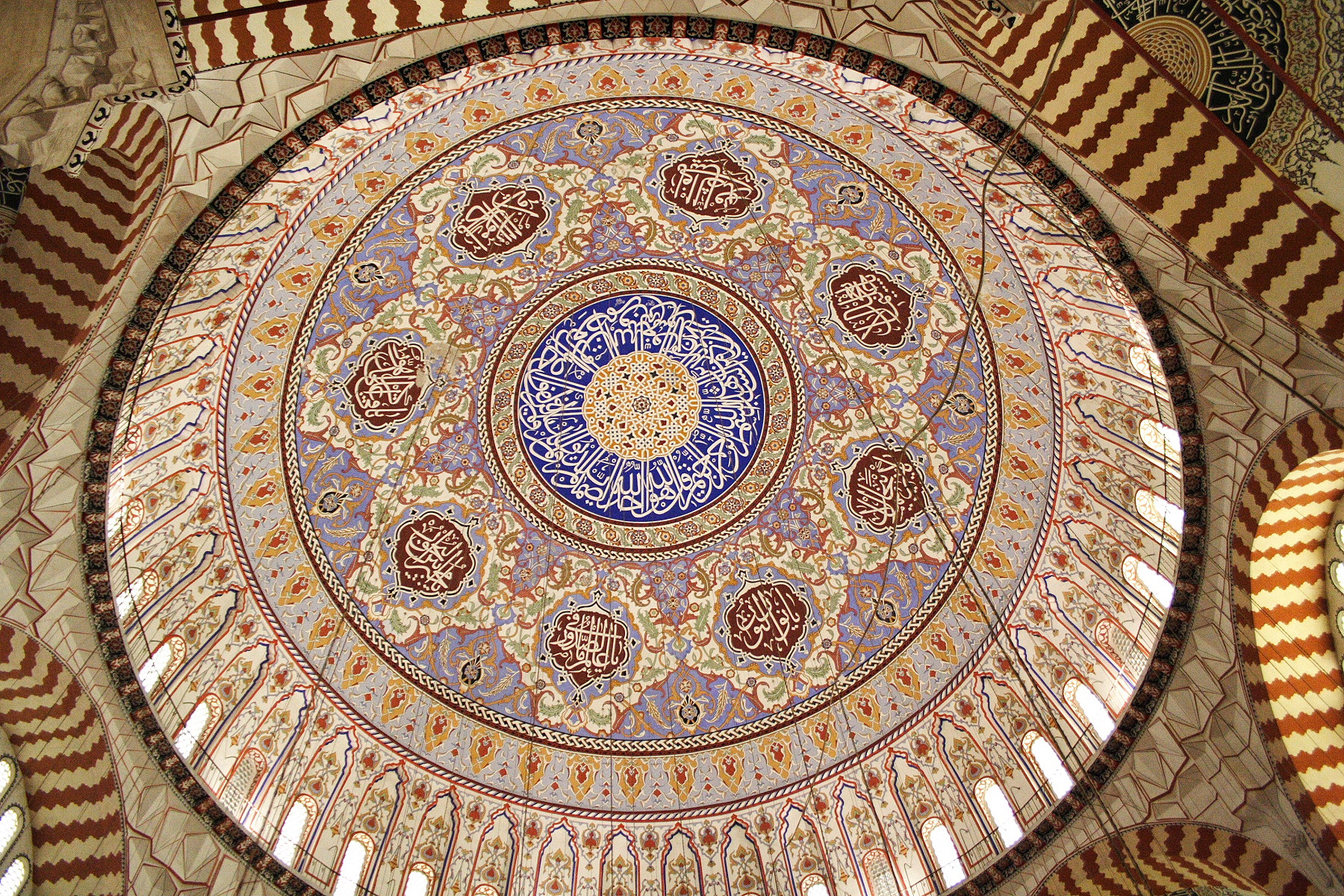
Koepelgewelf van de moskee van Edirne

Het jaar 1569 is het 69e jaar in de 16e eeuw volgens de christelijke jaartelling.

## Gebeurtenissen
januari
- 11 - Eerste trekking van de Engelse Staatsloterij, de eerste ter wereld.
- 26 - Paus Pius V geeft de bul Hebraeorum gens sola uit, waarin hij de joden beschuldigt van toverij en woeker. Hij beveelt hun verbanning uit de Kerkelijke Staat, met uitzondering van de getto's van Rome en Ancona.

februari
- 12 - De heerlijkheid Batenburg wordt op last van het Hof van Brabant geconfisqueerd, omdat de telgen uit het Huis van Batenburg de opstand steunen.

maart
- 13 - De hertog van Anjou verslaat als opperbevelhebber van het Franse leger de hugenoten in de Slag bij Jarnac. Hun leider, Lodewijk I van Bourbon-Condé, wordt gedood.
- 21 - De landvoogd in de Nederlanden, Alva, vraagt de Staten-Generaal instemming met een belasting bij het verhandelen van roerend goed (de tiende penning).

april
- 14 - Sierck van Donia de Jonge volgt Claes Clant op als grietman van Kollumerland en Nieuwkruisland.

mei
- 11 - Wilhelmus Lindanus, al sinds 1562 de eerste bisschop van het nieuwe bisdom Roermond, kan eindelijk zijn zetel innemen.
- 18 - De hertog van Alva krijgt toestemming van de Staten-Generaal voor de invoering van de Tiende Penning in, een belasting op roerende goederen.

juli
- 1 - Unie van Lublin - Oprichting van het Pools-Litouwse Gemenebest.

september
- 16 - Ottomaanse troepen bereiken Astrachan. Kasim Pasja, die de leiding heeft, besluit het niet te belegeren zonder voldoende artillerie en zet op enige afstand van de Russische verdedigingswerken zijn winterkamp op, in afwachting van versterkingen. Op het gerucht van een aankomend Russisch ontzettingsleger van ruim 30.000 ruiters onder leiding van vojevoda besluit Kasim Pasja om zich terug te trekken van Astrachan.

december
- 2 - Katholieke opstandelingen in Noord-Engeland slaan het beleg voor Barnard Castle. Ze verzetten zich tegen de arrestatie van de Schotse ex-koningin Mary

zonder datum
- De klokken van de kerk van Zemst worden geroofd.
- Anna van Saksen wordt wegens overspel met Jan Rubens (de vader van de schilder Pieter Pauwel Rubens) gearresteerd.
- De titel groothertog wordt voor het eerst verleend aan hertog Cosimo I van Florence (door paus Pius V).
- In Edirne (huidige Turkije) wordt begonnen met de bouw van de Selimiye-moskee.
- In het Sagobos op Ambon (Indonesië) bouwen de Portugezen een vesting.

## Verschenen
- Gerardus Mercator publiceert een wereldkaart met zijn mercatorprojectie.
- Filips van Marnix van Sint-Aldegonde schrijft De Byencorf der H. Roomsche Kercke.
- Eerste publicatie van de Spaanse Bijbelvertaling Reina-Valera te Bazel.

## Bouwkunst

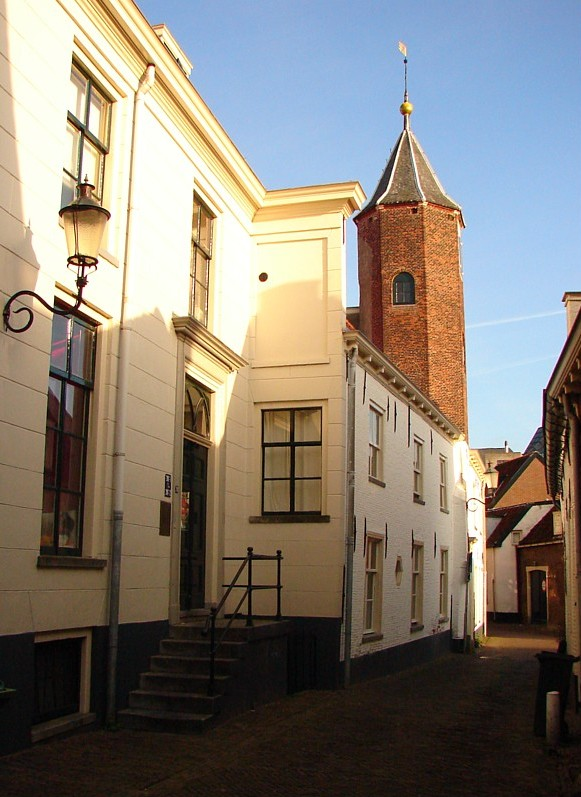
Woonhuis, Muurhuizen Amersfoort (1569)

## Geboren
april
- 16 - John Davies, Engels dichter (overleden 1626)

oktober
- 18 - Giambattista Marino, Italiaans dichter (overleden 1625)

datum onbekend
- Ambrogio Spinola, Marques de los Balbases, later opperbevelhebber van het Spaanse leger van de Zuidelijke Nederlanden (overleden 1630)

## Overleden
mei
- 10 - Johannes van Ávila (70), Spaans jezuïet, prediker en heilige

september
- 5 - Pieter Brueghel de Oude, Brabantse kunstschilder